# Marko (dessinateur)
Pour les articles homonymes, voir Marko.
Marko, nom de plume de Marc Armspach, né à Bordeaux le 21 février 1969, est un dessinateur de bande dessinée français.

## Biographie
Marc Armspach, dit Marko, entre aux Studios Ellipse à Paris, en 1989, afin de collaborer à la série Babar. Il conçoit et réalise des projets de films d'animation, d'illustrations et de bandes dessinées.
Plutôt que d'être appelé sous les drapeaux, il devient objecteur de conscience au service d'un centre culturel situé au pays basque et il ouvre un premier atelier en 1990, à Ostabat puis il réalise Orreaga et Pedro Mari, deux bandes dessinées en langue basque.
En 2001, avec l’Agence Barbare, il illustre une série de quatre tomes scénarisée par Olier, collaborateur avec qui il signe en 2011 la série Les Godillots, toujours chez le même éditeur Bamboo. Le tome 4 de la série obtient le « label centenaire »,[source insuffisante].
En 2011, il rencontre le couple de scénaristes BéKa avec lesquels il commence le travail sur la série GEO BD aux Éditions Dargaud, en collaboration avec le magazine GEO. Puis, en 2013-2014, sortent deux albums dans la collection « Voyage » chez Bamboo, conçus avec les mêmes auteurs, qui conduiront les héros Ben et Nina en Chine puis en Inde. En 2016 sort le premier tome de la série Le jour où... intitulé Le jour où le bus est reparti sans elle ; d'autres albums suivront.
Depuis l’été 2014, Marko alimente quotidiennement la série humoristique Vivre avec un dessinateur sur Facebook. En 2016, le tome 1 de Vivre avec... est publié aux Éditions Bamboo.
En 2016, en compagnie de Jean-Yves Le Naour au scénario et Inaki Holgado au dessin, il réalise la mise en scène des albums de la collection Verdun aux Éditions Bamboo Grand Angle.
En 2021, est prévu l'album La Brigade des souvenirs avec Carbone et Cee Cee Mia au scénario[source insuffisante].

## Publications

### Albums
- Éditions Bamboo :
- Le jour où...

Le jour où le bus est reparti sans elle (tome 1), scénario de BéKa, couleur de Maëla Cosson 2016 (traduit en espagnol et basque)
Le jour où elle a pris son envol (tome 2), scénario de Béka, couleur de Maëla Cosson 2017 (traduit en espagnol et basque)
Le jour où elle n'a pas fait Compostelle (tome 3), scénario de Béka, couleur de Maëla Cosson 2018
Le jour où il a suivi sa valise (tome 4), scénario de Béka, couleur de Maëla Cosson 2019
- Les Compagnons de la Libération, Jean Moulin, Scénario Jean Yves Lenaour, mise en scène Marko, dessin Holgado, couleur Bouet 2019
- Verdun, Scénario Jean Yves Lenaour, co-scèn. de Marko, dessin : Holgado, couleur : Bouet

Verdun, Avant l'orage (tome1), 2016 (traduit en espagnol)
Verdun, L'Agonie du Fort de Vaux (tome2), 2017 (traduit en espagnol)
Verdun, Les fusillés de Fleury  (tome 3), 2018 (traduit en espagnol)
- Vivre avec... surprise ! (OneShot), 2016
- Voyage en Chine (tome1) Voyage en Inde (tome 2), scénario de Béka, couleur : Maëla Cosson 2014-2013 (traduit en espagnol et basque)
- Série Les Godillots, tomes 1 à 5 (plus HS, plus INT), scénario d'Olier, 2011-2018
- Série Agence Barbare, tomes 1 à 4, scénario d'Olier, 2006-2003
- Éditions Dargaud-GEO
- Géo BD

Le crochet à nuages, tome 1, scénario de Béka, couleur de Maëla Cosson, 2011 (traduit en néerlandais, portugais, espagnol et basque)
La conteuse des glaces, tome 2, scénario de Béka, couleur de Maëla Cosson, 2012 (traduit en portugais, espagnol et basque)
Les enfants de l'ombre, tome 3, scénario de Béka, couleur de Maëla Cosson, 2012 (traduit en espagnol et basque)
La voleuse de Chocolat, tome 4, scénario de Béka, couleur de Maëla Cosson 2015 (traduit en espagnol et basque)
- Éditions Argia : Gartxot, scénario d'Arturio Campion et Asisko Urmeneta, (date ?)
- Éditions Quinquet : Kirsten: la petite marchande aux allumettes, storyboard et mise en scène de Marko, scénario de Bertocchini, dessin de Sandro, 2013
- Éditions Albiana : Aio Zitelli ![12], tome 1, storyboard et mise en scène de Marko, scénario de Frédéric Bertocchini, dessin d'Holgado, 2014
- Éditions Dunod : 
  - Scénario de : Jean Yves Lenaour, A bâbord toute ! Histoire de la gauche en BD, 2021, 128 p.
  - Scénario de : Jean Yves Lenaour, A tribord toute ! Histoire de la droite en BD, 2022, 128 p.

### Collectifs
- Noël 14 : collectif 14-18, scénario de Kris, 2014
- Nab : collectif Anniversaire NAB, scénario de Béka, 2014
- Le Locle IV[13], Éd. BDForce, scénario de Frédéric Bertocchini, 2014
- Histoires corses[14], tome 1, collectif, Éditions DCL, 2011
- Contre l’antisémitisme, Éd. BDForce, scénario de Bertocchini, 2011
- Physio Éd. BDForce, scénario de Bertocchini, 2009
- Le Locle II Éd. BDForce, scénario de Bertocchini, 2008
- Éditions Elkar : Zorionak Marko, scénario d'Eneko Bidegain, 2011
- Éditions Alberdania :
  - Bataklon à Miraluna, scénario de Sylvet Caro, 2009 (écrit en basque et traduit en français)
  - Bataklon et la sorcière Karameloux, scénario de Sylvet Caro, 2008 (écrit en basque et traduit en français)
- Éditions Altxa Mutilak : Les poissons alertent les Humains, scénario d'Altxa Mutilak, 2002
- Le Journal du Pays basque :
  - Le trait dessin de presse, 2002-2001
  - Le velu, scénario d'Olier, 2002-2001 (série traduite en anglais, italien et sarde)

## Prix et récompenses
- Prix du public (Bulle de paille), 16e festival des planches et des vaches 2017, Hérouville Saint Clair[15]
- Trophée lecture jeunesse 25e Heure du Livre Le Mans 2014 pour La conteuse des glaces[16]
- 3e prix CanalJ, festival Nîmes 2013 pour Les Godillots[17],[16]
- Prix de la Ville d’Hérouville Saint-Clair, 14e festival des Planches et des Vaches 2013 pour Les Godillots[16],[17]
- Victor de la BD, Victor d'argent - Carmaux 2012 pour Le crochet à nuages[16]
- Prix du meilleur album, 12e Festival Bédécines, 2011 pour Les Godillots T1[16]
- Trophée lecture jeunesse 25e Heure du livre Le Mans 2011 pour Le crochet à nuages, tome 1[16]
- Prix Méditerranée, festival international de la BD d’Ajaccio, 2003 pour Gartxot[16]
- Prix des jeunes auteurs, festival de BD d’Arles 2003 pour Agence barbare T2[16]